# Statuta Valachorum
Statuta Valachorum (Валашский статут(ы), сербохорв. Vlaški statut(i)) ― указ императора Фердинанда II от 5 октября 1630 года, в котором определялись права «валахов» (термин, используемый для обозначения сообщества преимущественно православных беженцев, которым помимо собственно валахов обозначали сербов и других балканских народов) на военной границе. Указ предусматривал переход валахов под прямое покровительство Вены в обход юрисдикции хорватского парламента. Это был один из трёх основных законов, принятых в начале XVII века, регламентирующих налогообложение и права аренды влахов, наряду с более ранним указом императора Рудольфа II от 1608 года и указом Фердинанда от 1627 года.

## Предыстория
В середине XVI века Габсбурги установили военную границу в качестве буфера против Османской империи. Балканские беженцы, в том числе православные, такие как сербы, валахи и некоторые другие народы, мигрировали на земли Габсбургов. Валахи покинули свою гористую родину и поселились на территориях, завоёванных Османской империей, откуда многие из них перебрались в Хорватию. Этот процесс миграции начался во второй половине XVI века в Верхней Славонии, где переселенцы жили в соответствии со своими традициями, которые позже были зафиксированы в Statuta Valachorum. Валахи Вараждинского генералата когда-то были латинизированным народом, который позже постепенно славянизировался и интегрировался в Греческую православную церковь. В источниках все беженцы без исключения именуются валахами и такие именования, как Ускоки, Прибези, Предавци практически не встречаются. Военные колонисты были освобождены от некоторых повинностей и получили для себя небольшие земельные участки. Также им было разрешено избирать собственных капитанов (воеводы) и магистратов (кнезови). Во второй половине 16 века валахи из Славонии перестали быть привилегированной частью населения, потому что многие не-влахи смешались с ними, чтобы повысить свой статус. Большая миграция сербов (называемых «людьми расков или валахов») в Хорватию и Славонию с территории Османской империи произошла в 1600 году. Влахи переселились в Вараждинский генералитет Славонской Краины массово и за очень короткое время с 1597 по 1600 год. Всем православным поселенцам была обещана свобода вероисповедания. Габсбургская монархия была фактически разделена на отдельные гражданскую и военную части после того, как в 1553 году император Фердинанд передал полную гражданскую и военную власть на военной границе генеральному офицеру. Это вызвало недовольство венгерского сейма и хорватской знати, лишённых власти на границе. Хорваты пытались уменьшить автономию границы; присоединение границы к Хорватии означало бы потерю статуса и прерогатив граничаров.
В 1608 году австрийский император Рудольф II ввел такой закон, по которому «валахи» военной границы, независимо от их вероисповедания, должны были уплачивать одну десятую своего дохода епископу Загребскому, а 1/9 — феодалам, земли которых они занимали. Этот закон имел мало практического эффекта, но в то время успокоил хорватскую знать. Геральдическая эмблема, использовавшаяся для этих «валахов», была гербом сербской династии Неманичей. Сербы получили диплом влахов от Рудольфа II после бегства Арсения III Црноевича в Австрию: его геральдическая эмблема, используемая для этих «валахов», была сербским гербом династии Неманичей. В 1610-х и 1620-х годах произошли конфликты между влахами (беженцами и граничарами) и хорватской знатью. Хорваты требовали отмены режима границы и присоединения к Хорватии. В 1627 году граничары Вараждина заявили властям, что они «скорее будут изрублены на куски, чем отделятся от своих командиров и станут подданными хорватской знати». В 1627 году император Фердинанд II даровал «валахам, населяющим районы Славонии и Хорватии, право спокойно оставаться в своих поселениях и поместьях». Пограничным валахам было разрешено землепользование независимо от права собственности на землю, чтобы сделать граничар независимыми от хорватской знати и побудить их поддерживать императора в его войнах. Это решение было истолковано как попытка феодализации, и в 1628 году возникли опасения, что, если влахи покинут границу с Османской Славонией, то военная и экономическая мощь Габсбургской монархии будет заметно ослаблена и окажется под угрозой; на собрании, в котором участвовали 3400 вооруженных валахов (в основном сербов), было обещано, что они останутся в составе военной организации и им будут разъяснены правила в форме статута, регулирующем их правовой статус. В следующем году хорватский парламент попытался ещё раз принять закон, согласно которому община беженцев должна быть включена в юрисдикцию Габсбургского королевства Хорватия, однако безрезультатно.
В начале 1630 года в Вене встретились представители хорватской знати и валахов (сербов). Хорватская знать оказала давление на императора, чтобы тот издал указ, согласно которому сербы должны платить дворянам столько же, сколько они платят своим капитанам, однако разозлённые сербы, жившие между Савой и Дравой, вместо этого подали полковнику Траутмансдорфу свой собственный законопроект, который бы регулировал их статус. Военный совет создал комиссию для изучения этого проекта. Австрийская придворная канцелярия 30 сентября направила императору письмо, в котором подчёркивалось «большое военное значение валахского населения, расположенного между Савой и Дравой, численность которого за последние тридцать лет увеличилась до такой степени, что они стали прочным бастионом военной границы против турок».

## Статут
На основании прошений граничаров и решения двора император Фердинанд II издал 5 октября 1630 года. Statuta Valachorum, действие которого было распространено на Вараждинскский генералат, то есть на капитанства Копривница, Крижевци и Иванец. Статут был подписан в Регенсбурге и представлял собой компромисс с требованиями граничар. Он был передан делегации из двенадцати граничар, их военачальников и представителей духовенства. Община православных беженцев-влахов. Под именем влахов была объединена и значительная часть местного хорватского населения: католическое население военной границы также начало переходить в православие. Властями Вараждинского генералата было установлено, что среди валахов-беглецов есть славяне, чьи предки были крепостными, не бежавшими от османов, и они смешаны между собой. По сути, статут позволял валахам избирать местные органы власти, что являлось аргументом в пользу рассмотрения статута как основы внутренней автономии населения. К местным органам власти относились князья и судьи, как представители исполнительной и законодательной власти.
В указе излагались права и обязанности поселенцев, что стабилизировало их статус на долгие годы. Эти права предполагали землю, предоставленную поселенцам бесплатно и их гражданское управление, основанное на обычном праве поселенцев. Все права им были дарованы в обмен на военную службу австрийскому императору. Все мужчины старше шестнадцати лет были обязаны проходить военную службу. Фердинанд II не включал вопросы  земельной собственности в статуте, чтобы он не настраивать против себя хорватскую знать. Цель Statuta Valachorum заключалась в том, чтобы поставить валахов под надзор императорского двора, придав им видимость автономии, несмотря на то, что уровень самоуправления, который у них был ранее, фактически снизился. Статут учреждал отдельный регион за счёт провинции Хорватия-Славония. Статут также предполагал первую делимитацию Вараждинского генералата.

## Последствия и наследие
Статут применялся только к валахам в районе Вараждинского генералата (между Дравой и Савой), но позднее начал распространяться вообе на всех валахов . В 1632 году в генералате вспыхнуло восстание: граничары подняли бунт против местных австрийских губернаторов; восстание было подавлено, а князь Марко Богданович и харамбаша Смилян Вуйица (или Смольян Вуйич) были казнены. Чтобы определить, кто должен иметь выгоды от статута, в 1635 году, австрийскими властями была создана комиссия, которая должна была отделить настоящих валахов от частных валахов, славонцев (коренного населения Славонии), которых также называли ввлахами и предавцами. Привлекая эту и некоторые другие комиссии с заданием отделить истинных валахов от славян, предавцев и частных валахов, эта комиссия добилась лишь частичного успеха, потому что эти разные группы долгое время жили вместе. Крепостные продолжали бежать к военной границе, несмотря решение о том, что их больше нельзя принимать, поэтому в 1644 году Фердинанд III был вынужден приказать генералу Славонской военной границы прекратить такие переходы в Вараждинский генералат. Когда к власти пришел Фердинанд III (1637 год), право собственности на хорватскую военную границу было передано императорскому двору. Очередное восстание вспыхнуло в генералате в 1665―1666 годах, когда граничары под командованием Стефана Осмокруховича выступили против австрийских наместников после того, как те попрали их права. 14 апреля 1667 года статут был пересмотрен. В XVIII веке дворянство был наконец официально лишено всех пограничных земель и они были объявлены имперским феодальным владением.
Важность статута видится в том, что он является первым публично-правовым документом, касающимся прав граждан в пределах военной границы.Уступки сербам сделали их ценными союзниками Габсбургов против католической хорватской знати. Воинские традиции хорватских сербов, многолетняя служба Габсбургской монархии до сих пор являются важной частью идентичности общины, в том числе православных её представителей.